# 대한민국 농림축산식품부

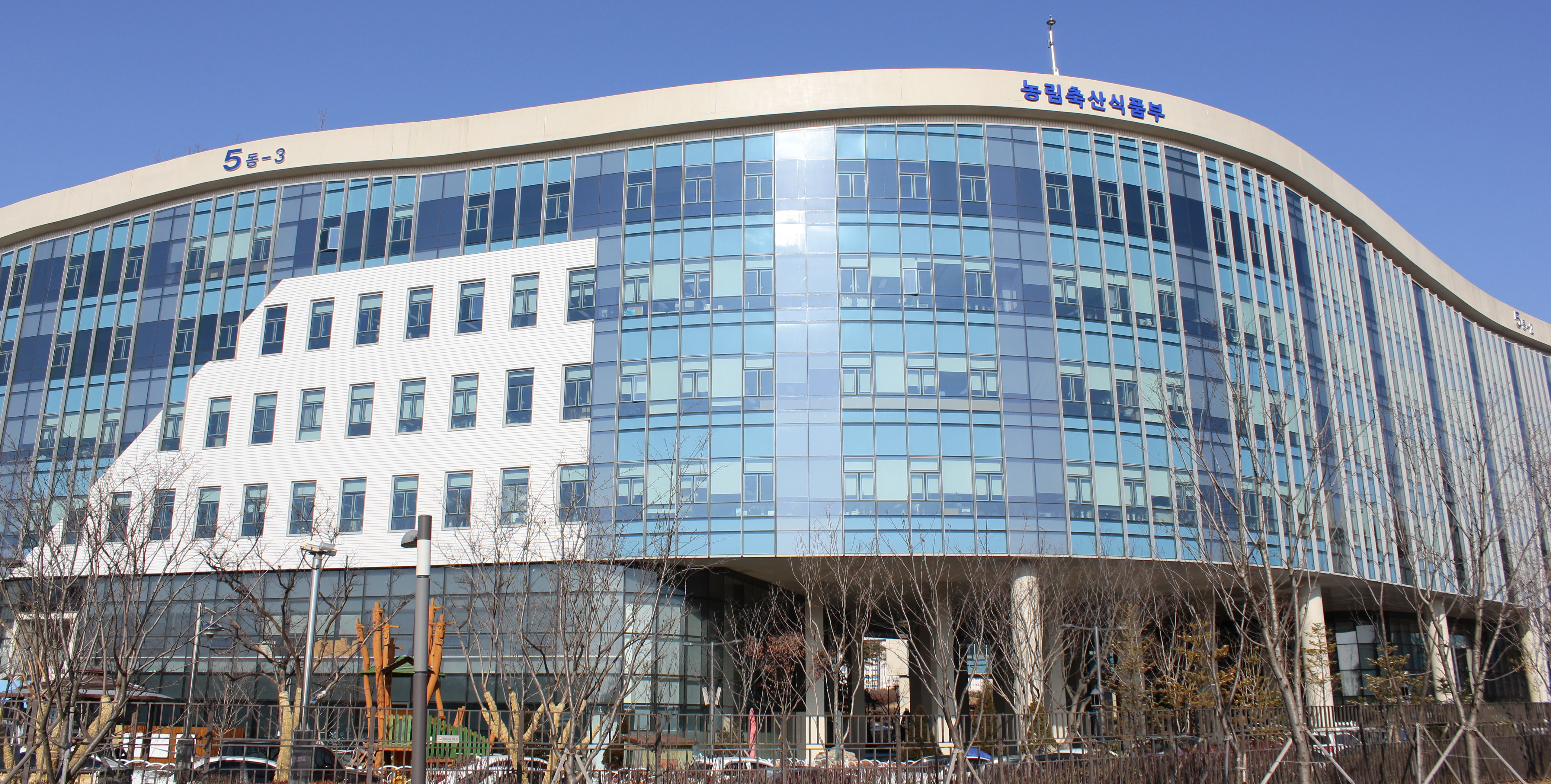
농림축산식품부 청사

농림축산식품부(農林畜産食品部)는 농산·축산, 식량·농지·수리, 식품산업진흥, 농촌개발 및 농산물 유통에 관한 사무를 관장하는 대한민국의 중앙행정기관이다. 장관은 국무위원으로, 차관은 정무직공무원으로 보한다.

## 소관 사무
- 식량의 안정적 공급과 농산물에 대한 품질관리
- 농업인의 소득 및 경영안정과 복지증진
- 농업의 경쟁력 향상과 관련 산업의 육성
- 농촌지역 개발 및 국제 농업 통상협력 등에 관한 사항
- 식품산업의 진흥 및 농산물의 유통과 가격 안정에 관한 사항

## 연혁
- 1948년 7월 17일: 농림부를 설치.[4]
- 1961년 10월 2일: 해무청을 폐지하고 소관사무를 이관받음.[5]
- 1966년 2월 28일: 수산에 관한 사무를 수산청에 이관하여 분리.[6]
- 1967년 1월 1일: 산림에 관한 사무를 산림청에 이관하여 분리.[7]
- 1973년 3월 3일: 농수산부로 개편.[8]
- 1987년 1월 1일: 농림수산부로 개편.[9]
- 1996년 8월 8일: 농림부로 개편.[10]
- 2008년 2월 29일: 농림부와 해양수산부를 통합하여 농림수산식품부를 설치. 농림부의 농업통계에 관한 사무를 통계청으로 이관.[11]
- 2013년 3월 23일: 농림수산식품부를 농림축산식품부와 해양수산부로 분리. 일부 소관사무를 식품의약품안전처로 이관.[12]

### 역대 로고

2013년부터 2016년까지 사용된 농림축산식품부 로고

## 조직
| 실·국              | 정책관·심의관실      | 담당관실·과                                                                                                  |
| 장관 산하 하부조직 | 장관 산하 하부조직   | 장관 산하 하부조직                                                                                           |
| ------------------ | -------------------- | --- |
| 대변인실           | 대변인실             | 홍보담당관실ㆍ디지털소통팀                                                                                   |
| 장관정책보좌관실   |                      | |
| 차관 산하 하부조직 |                      | |
| 기획조정실         | 정책기획관실         | 기획재정담당관실ㆍ혁신행정담당관실ㆍ규제개혁법무담당관실ㆍ정보통계정책담당관실                               |
| 기획조정실         | 국제협력관실         | 국제협력총괄과ㆍ농업통상과ㆍ검역정책과ㆍ자유무역협정팀                                                       |
| 기획조정실         | 비상안전기획관실     | |
| 감사관실           | 감사관실             | 감사담당관실                                                                                                 |
|                    |                      | 운영지원과                                                                                                   |
| 농촌정책국         | 농촌정책국           | 농촌정책과ㆍ농촌계획과ㆍ농촌사회서비스과ㆍ농촌경제과ㆍ농촌여성정책팀                                         |
|                    | 동물복지환경정책관실 | 동물복지정책과ㆍ농촌탄소중립정책과ㆍ반려산업동물의료팀                                                       |
| 농업혁신정책실     | 농식품혁신정책관실   | 스마트농업정책과ㆍ첨단기자재종자과ㆍ과학기술정책과ㆍ친환경농업과ㆍ빅데이터전략팀                             |
| 농업혁신정책실     | 농업정책관실         | 농업경영정책과ㆍ농지과ㆍ공익직불정책과ㆍ농업금융정책과ㆍ재해보험정책과ㆍ청년농육성정책팀                     |
| 농업혁신정책실     | 식품산업정책관실     | 푸드테크정책과ㆍ식품외식산업과ㆍ농식품수출진흥과ㆍ그린바이오산업팀ㆍ국가식품클러스터추진팀ㆍ농산업수출진흥과 |
| 방역정책국         | 방역정책국           | 방역정책과ㆍ구제역방역과ㆍ조류인플루엔자방역과                                                               |
| 식량정책실         | 식품산업정책관실     | 식량정책과ㆍ식량산업과ㆍ농업기반과ㆍ농업시설안전과                                                           |
| 식량정책실         | 유통소비정책관실     | 축산정책과ㆍ축산경영과ㆍ축산환경자원과ㆍ축산유통팀                                                           |
| 식량정책실         | 농업생명정책관실     | 유통정책과ㆍ식생활소비정책과ㆍ원예산업과ㆍ원예경영과ㆍ농축산위생품질팀                                       |

### 소속기관
- 장관의 관장 사무를 지원하는 기관
  - 농림축산검역본부, 국립농산물품질관리원, 농식품공무원교육원
- 장관의 관장 사무를 지원하는 책임운영기관
  - 한국농수산대학교, 국립종자원

### 소속 위원회

#### 행정위원회
| 위원회명           | 주관부처       | 설치근거          | 비고 |
| ------------------ | -------------- | ----------------- | ---- |
| 품종보호심판위원회 | 농림축산식품부 | 종자산업법 제91조 |      |

#### 자문위원회
| 위원회명                          | 주관부처       | 설치근거                                                        | 비고 |
| --------------------------------- | -------------- | --------------------------------------------------------------- | ---- |
| 간척지운영위원회                  | 농림축산식품부 | 간척지의 농업적 이용 및 관리에 관한 법률 제7조                  |      |
| 국가식생활교육위원회              | 농림축산식품부 | 식생활교육지원법 제18조                                         |      |
| 농가소득안정심의위원회            | 농림축산식품부 | 쌀소득등의 보전에 관한 법률 제14조                              |      |
| 농림식품과학기술위원회            | 농림축산식품부 | 농림수산식품과학기술육성법 제5조의2                             |      |
| 농림종자위원회                    | 농림축산식품부 | 종자산업법 제158조                                              |      |
| 농수산품질관리심의회              | 농림축산식품부 | 농산물품질관리법 제3조                                          |      |
| 농업생명자원심의위원회            | 농림축산식품부 | 농업유전자원의 보존.관리 및 이용에관한법률 제15조               |      |
| 농업인등 지원위원회               | 농림축산식품부 | 자유무역협정체결에 따른 농어업인 등의 지원에 관한 특별법 제19조 |      |
| 농업재해대책심의위원회            | 농림축산식품부 | 농어업재해대책법 제5조                                          |      |
| 농업재해보험심의회                | 농림축산식품부 | 농어업재해보험법 제3조                                          |      |
| 농협경제사업평가협의회            | 농림축산식품부 | 농업협동조합법 제135조의3                                       |      |
| 도시농업위원회                    | 농림축산식품부 | 자문 도시농업의 육성 및 지원법 제7조                            |      |
| 동물복지위원회                    | 농림축산식품부 | 동물보호법 제5조                                                |      |
| 수의사국가시험위원회              | 농림축산식품부 | 수의사법 시행령 제3조                                           |      |
| 식품산업진흥심의회 농림축산식품부 | 농림축산식품부 | 식품산업진흥법 제5조                                            |      |
| 여성농업인육성정책자문회의        | 농림축산식품부 | 여성농어업인육성법 제7조                                        |      |
| 이력관리제운영협의회              | 농림축산식품부 | 소 및 쇠고기 이력관리에 관한 법률 제29조                        |      |
| 중앙가축방역협의회                | 농림축산식품부 | 가축전염병예방법 제4조                                          |      |
| 중앙농업․농촌및식품산업정책심의회 | 농림축산식품부 | 농어업․농어촌 및 식품산업기본법 제43조                          |      |
| 지리적표시보호심판위원회          | 농림축산식품부 | 농산물품질관리법 제42조                                         |      |
| 축산계열화사업분쟁조정위원회      | 농림축산식품부 | 축산계열화사업에 관한 법률 제16조                               |      |
| 축산발전심의위원회                | 농림축산식품부 | 축산법 제4조                                                    |      |
| 해외농업개발심의회                | 농림축산식품부 | 해외농업개발협력법 제6조                                        |      |

## 정원
농림축산식품부에 두는 공무원의 정원은 다음과 같다.
| 총계      | 총계                        | 647명 |
| --------- | --------------------------- | ----- |
| 정무직 계 | 정무직 계                   | 2명   |
|           | 장관                        | 1명   |
|           | 차관                        | 1명   |
|           |                             |       |
| 별정직 계 | 별정직 계                   | 2명   |
|           | 고위공무원단                | 1명   |
|           | 3급 상당 이하 5급 상당 이상 | 1명   |
|           |                             |       |
| 일반직 계 | 일반직 계                   | 643명 |
|           | 고위공무원단                | 17명  |
|           | 3급 이하 5급 이상           | 315명 |
|           | 6급 이하                    | 308명 |
|           | 전문경력관                  | 3명   |

## 재정
총수입·총지출 기준 2023년 재정 규모는 다음과 같다.
| 구분                                 | 세입예산             | 작년 대비 증감 |
| ------------------------------------ | -------------------- | -------------- |
| 일반회계                             | 211억 7000만 원      | +2.22%         |
| 국가균형발전특별회계                 | 143억 3200만 원      | -4.49%         |
| 양곡관리특별회계                     | 4321억 800만 원      | -2.24%         |
| 농어촌구조개선 특별회계              | 7조 1958억 3500만 원 | +3.07%         |
| 에너지 및 자원사업 특별회계          | 429억 2900만 원      | -0.05%         |
| 농산물가격안정기금                   | 2조 3273억 6800만 원 | -4.2%          |
| 농어업재해재보험기금                 | 460억 1600만 원      | +6.9%          |
| 농업·농촌 공익기능 증진 직접지불기금 | 89억 9000만 원       | +100.22%       |
| 양곡증권정리기금                     | 2억 8700만 원        | -              |
| 자유무역협정 이행지원기금            | 4283억 8600만 원     | +0.57%         |
| 축산발전기금                         | 5675억 9300만 원     | +0.07%         |
| 농지관리기금                         | 1조 9636억 2300만 원 | +21.83%        |
|                                      |                      |                |
| 합계                                 | 13조 486억 3700만 원 | +3.69%         |

| 구분                                 | 구분                                 | 구분                    | 세출예산              | 작년 대비 증감 |
| ------------------------------------ | ------------------------------------ | ----------------------- | --------------------- | -------------- |
| 일반회계                             | 일반회계                             | 농업·농촌               | 7532억 1700만 원      | +2.19%         |
| 국가균형발전특별회계                 | 국가균형발전특별회계                 | 농업·농촌               | 7262억 4300만 원      | -3.5%          |
| 양곡관리특별회계                     | 양곡관리특별회계                     | 농업·농촌               | 2조 3248억 4800만 원  | +3.66%         |
| 농어촌구조개선 특별회계              | 농어촌구조개선 특별회계              | 농어촌구조개선 특별회계 | 5조 3947억 8000만 원  | +6.79%         |
|                                      | 농업·농촌                            | 농업·농촌               | 6조 1131억 4200만 원  | +4.49%         |
|                                      | 식품업                               | 식품업                  | 2816억 3800만 원      | +77.83%        |
| 에너지 및 자원사업 특별회계          | 에너지 및 자원사업 특별회계          | 농업·농촌               | 151억 5000만 원       | -31.3%         |
| 농산물가격안정기금                   | 농산물가격안정기금                   | 농산물가격안정기금      | 2조 1917억 8900만 원  | -9.78%         |
|                                      | 농업·농촌                            | 농업·농촌               | 1조 5887억 1000만 원  | -9.47%         |
|                                      | 식품업                               | 식품업                  | 6030억 7900만 원      | -10.6%         |
| 농어업재해보험기금                   | 농어업재해보험기금                   | 농업·농촌               | 705억 9600만 원       | -29.82%        |
| 농업·농촌 공익기능 증진 직접지불기금 | 농업·농촌 공익기능 증진 직접지불기금 | 농업·농촌               | 2조 7636억 3200만 원  | +15.43%        |
| 자유무역협정 이행지원기금            | 자유무역협정 이행지원기금            | 농업·농촌               | 3530억 7500만 원      | -9.42%         |
| 축산발전기금                         | 축산발전기금                         | 농업·농촌               | 9516억 6900만 원      | -1.09%         |
| 농지관리기금                         | 농지관리기금                         | 농업·농촌               | 1조 8123억 4600만 원  | +1.01%         |
|                                      |                                      |                         |                       |                |
| 합계                                 | 합계                                 | 합계                    | 17조 3573억 4500만 원 | -1.09%         |

## 논란

### 살충제 계란 파동
2017년 8월 네덜란드에서 피프로닐을 함유한 계란이 발견되어 논란이 일었다. 이후 14일 대한민국에서도 친환경 산란계 농장을 대상으로 잔류농약 검사를 실시하던 중 경기도 남양주시 소재의 농가에서 피프로닐 살충제가 검출되어 파문이 일었다. 피프로닐은 개와 고양이의 벼룩, 진드기 등을 없애기 위해 사용하는 물질로 닭에게는 사용이 금지되어 있다. 이에 농림축산식품부는 15일 0시부터 모든 농장의 계란을 출하 중지시키는 한편, 3000수 이상 산란계를 사육하는 모든 상업 농장을 대상으로 3일 이내 전수 검사를 실시하기로 하였다.
하지만 16일 1차 조사결과 발표에서 비펜트린의 기준치가 초과 검출된 농장의 소재지를 '경기 양주'에서 '경기 광주'로 잘못 발표했으며, 이러한 오류도 취재진의 지적을 받은 뒤에야 알게 되어 정정 자료를 냈다. 한편, 비펜트린 기준치가 초과 검출된 계란 브랜드를 '신선대란 홈플러스'를 '신선 대 홈플러스'로 잘못 표기하기도 하였다. 또한 김영록 장관은 "비펜트린의 경우 기준치 이하는 사실상 문제가 안 된다"고 설명했다가 2시간 뒤에 허태웅 식품산업정책실장이 "친환경 인증 농가는 비펜트린도 사용해선 안 된다"는 다른 설명을 하여 오락가락하는 모습을 보였다. 살충제 계란 검출 농장 31곳 중 적합 판정을 받은 농장 10곳이 잘못 포함돼 뒤늦게 정정하는 소동도 있었다.
그런 와중에 정부 부처끼리 손발이 맞지 않는 장면을 보이기도 했다. 계란의 생산은 농림축산식품부가 관리하고, 유통은 식품의약품안전처가 담당하는데 협업이 제대로 이뤄지지 않은 것이다. 류영진 처장은 "국내산 달걀과 닭고기에선 피프로닐이 검출되지 않았다"고 발표했지만 그 시간에 농식품부는 산란계 농장 980곳에 대한 조사를 진행하고 있었다. 농식품부에 자료 요청을 하지도 않고 내용도 모른 채 국민에게 "안심하라"고 말한 것이다. 농식품부는 농축산업의 진흥을 목적으로 하며, 식약처는 규제를 통한 안전을 목표로 하다보니 충돌이 잦게 되고, 식품 시장을 놓고 주도권 다툼까지 벌이는 양상이 곧잘 보인다는 지적도 있다.

## 같이 보기
- 외청
  - 농촌진흥청
  - 산림청
- 농림축산식품부 장관
- 농림축산식품부 차관
- 농림축산식품부 차관보

### 내용주
1. ↑  2025년 9월 10일까지 존속하는 한시조직.
2. ↑  2명을 두며 1명은 고위공무원단 나등급에 속하는 별정직공무원으로, 나머지 1명은 3급 또는 4급 상당 별정직공무원으로 보한다.
3. 1 2 3 4 5  2025년 11월 30일까지 존속하는 한시조직.
4. 1 2  개방형 직위.
5. ↑  2024년 6월 25일까지 존속하는 한시조직.
6. ↑  2025년 5월 31일까지 존속하는 한시조직.
7. ↑  2023년 12월 31일까지 존속하는 한시조직.
8. ↑  2025년 4월 30일까지 존속하는 한시조직.
9. ↑  한시정원 8명 포함.
10. ↑  한시정원 2명 포함.

### 참조주
1. 1 2  「농림축산식품부와 그 소속기관 직제」 별표 2·별표 5·별표 6제1항
2. 1 2  기획재정부. “열린재정 > 재정연구분석 > 재정분석통계 > 예산편성현황(총수입)”. 《열린재정》. 2023년 1월 13일에 확인함.
3. 1 2  기획재정부. “열린재정 > 재정연구분석 > 재정분석통계 > 세목 예산편성현황(총지출)”. 《열린재정》. 2023년 1월 13일에 확인함.
4. ↑  법률 제1호
5. ↑  법률 제734호
6. ↑  법률 제1752호
7. ↑  법률 제1831호
8. ↑  법률 제2557호
9. ↑  법률 제3854호
10. ↑  법률 제5153호
11. ↑  법률 제5529호
12. ↑  법률 제11690호
13. ↑  장민권 (2014년 8월 15일). “국내산 계란에서도 살충제 성분 검출… 15일부터 모든 농장 계란 출하 중지”. 《파이낸셜뉴스》. 2017년 8월 18일에 확인함.
14. ↑  정열 (2017년 8월 18일). “살충제 계란 '엉터리·오락가락' 통계…무너지는 농정 신뢰”. 《연합뉴스》 (서울). 2017년 8월 18일에 확인함.
15. ↑  장원석 (2017년 8월 17일). “계란 하나 놓고도 농식품부는 농장, 식약처는 유통 … 손발 따로 노는 정부”. 《한겨레》 (세종). 2017년 8월 18일에 확인함.